# Anne Grimdalen

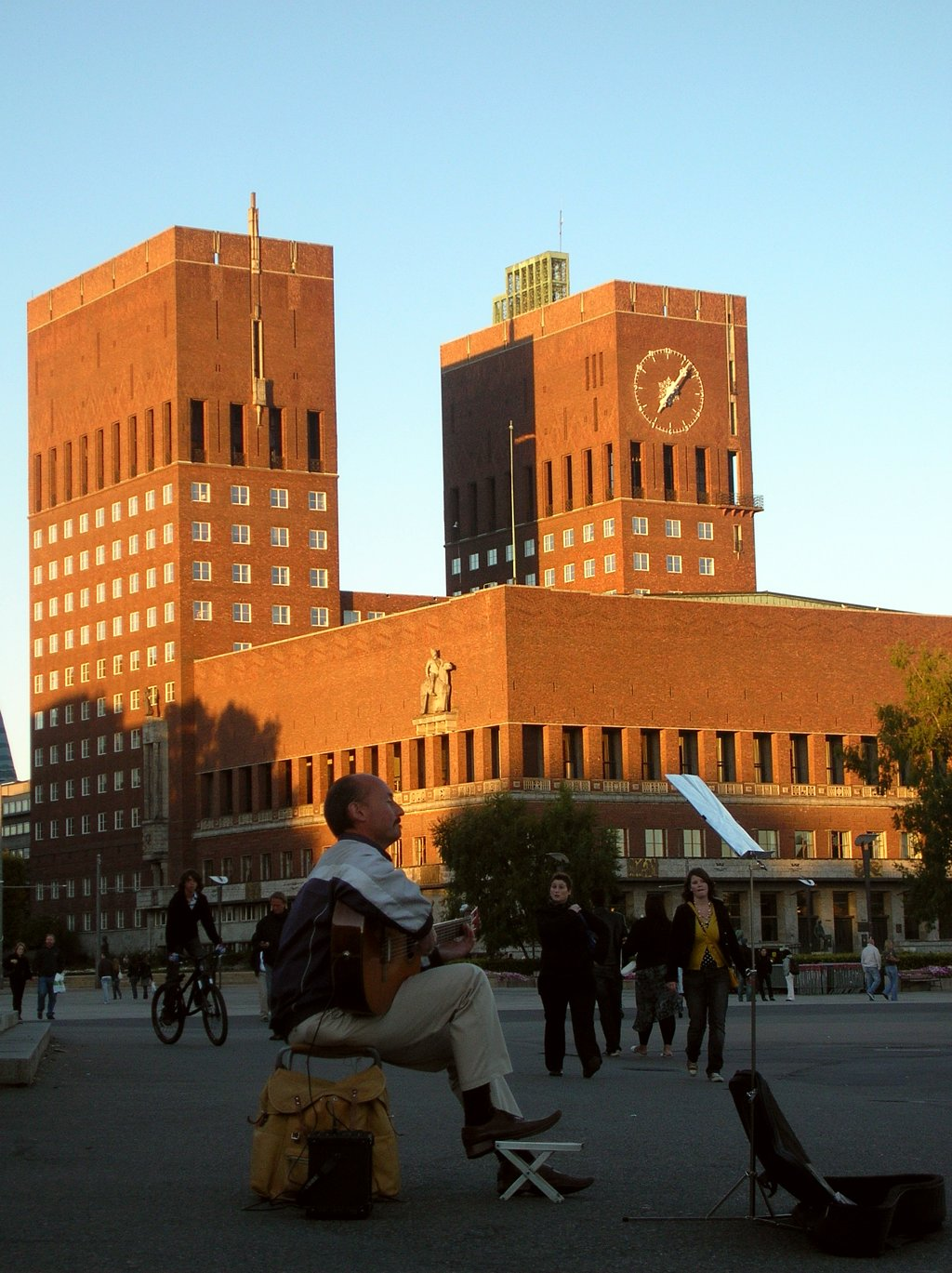
Aan de westkant van de muur stadhuis van Oslo is ruiterstandbeeld van Harald III van Noorwegen (1950)

Anne Grimdalen (Skafså, 1 november 1899 - 3 oktober 1961) was een Noorse beeldhouwster. Ze was geboren in Skafså, Tokke, en later werkte ze ook in een zogenaamde Kunstnerdalen in Asker. Ze werkte voornamelijk met graniet en brons. Haar werk is te bezichtigen in het Nationaal kunstmuseum en ze leverde een belangrijke bijdrage aan de inrichting van het Stadhuis van Oslo.

## Opleiding
Grimdalen studeerde aan de Noorse Nationale Academie van ambachten en kunsten van 1923 tot 1926, aan de Noorse Academie voor Schone Kunsten (1927-1929) onder Wilhelm Rasmussen en in Kopenhagen onder Einar Utzon-Frank. Ze maakte studiereizen naar Italië (1933/1934), Griekenland (1935), Parijs en wederom Italië (1938) en Londen (1947). Zij putte inspiratie uit de werken van schilders Henrik Sørensen en Otto Valstad.

## Museum
Haar geboortehuis, de bergboerderij Grimdalen uit de 17e eeuw, is thans het museum Grimdalstunet met een moderne aanbouw met een collectie van meer dan 250 van haar beelden.

## Haar werk
Grimdalen is vooral bekend om haar vele dierlijke sculpturen, gemaakt in een simplistische stijl, vaak in graniet, zoals Gaupe (Lynx, 1928), Bjørn (Beer, 1933). Ze leverde verscheidene bijdragen aan de inrichting van het Stadhuis van Oslo, na het verrassend winnen van een decoratie wedstrijd in 1938, zoals Tømmerfløtere en Dyrefontene (dieren fontein), en het grote ruiterstandbeeld van Harald III op de westelijke muur (1938 tot 1950). Een reliëf van de psalmist Magnus Brostrup Landstad (1951) is geplaatst bij de kerk van Seljord.
Latere werken zijn de monumenten van Anders Hovden (1958, Ørsta), Audun Hugleiksson (1959, Jølster) en Haakon I van Noorwegen (1961, Fitjar). Zij is vertegenwoordigd in de National Gallery van Noorwegen (på Jenta hesten, paardrijden meisje, brons, 1931).

## Fotogalerij

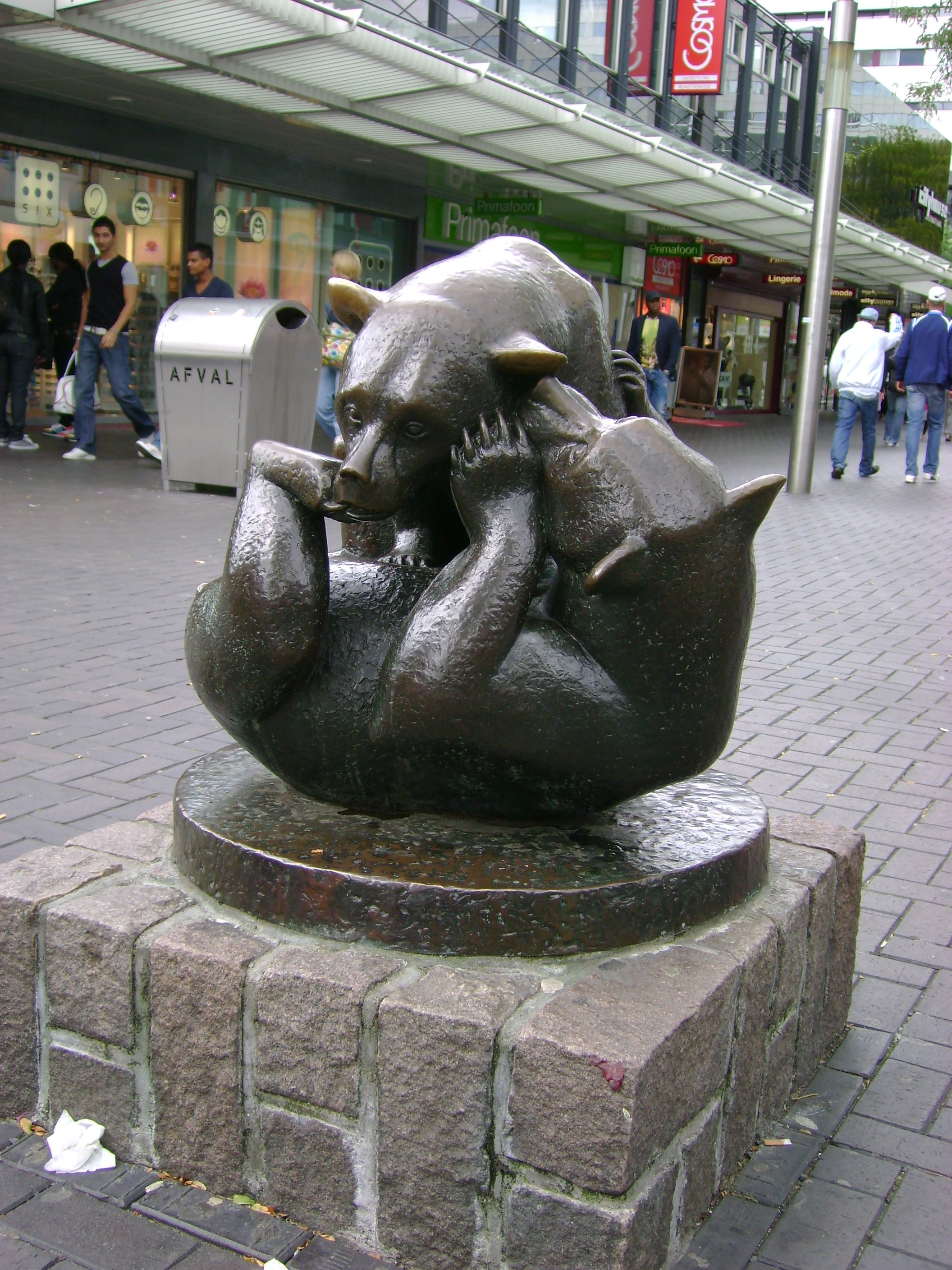
Twee spelende beren (1956) Rotterdam

- Bibsys: 90614214
- International Standard Name Identifier: 0000 0000 8452 4549
- KulturNav: 9c71e9e8-5391-4281-afd6-6a8e76a86870
- Library of Congress Control Number: n00001338
- RKD-Nederlands Instituut voor Kunstgeschiedenis: 285416
- Union List of Artist Names: 500119320
- Virtual International Authority File: 55373395
- WorldCat: E39PBJj4rQrHTvJMrwjk3mwjYP